# Northdown
Nortdown is een hopvariëteit, gebruikt voor het brouwen van bier.
Deze hopvariëteit is een “bitterhop”, bij het bierbrouwen voornamelijk gebruikt voor zijn bittereigenschappen. Deze Engelse variëteit werd door het Wye College te Kent gekweekt in 1961 en op de markt gebracht in 1970. Het is een kruising van Northern Brewer en een mannelijke valse meeldauwresistente plant. Dit is tevens een “tante” van Challenger en Target.

## Kenmerken
- Alfazuur: 6 – 10%
- Bètazuur: 4,4 – 6,2%
- Eigenschappen: universele hop met goed aroma en rijke smaak